# هوبير دوغلاس
هوبير دوغلاس هو متزحلق كندي، ولد في 1907، وتوفي في 1977.

## وصلات خارجية
- هوبير دوغلاس على موقع أوليمبيديا (الإنجليزية)